# Europe '72
Albums de Grateful Dead
Grateful Dead
(1971) History of the Grateful Dead Volume One (Bear's Choice)
(1973)
Europe '72 est un album du Grateful Dead, originellement constitué de 3 disques 33 tours (6 faces), réédités dans les années 1980 en 2 CD, augmentés de bonus en 2006. Cet album compile des morceaux enregistrés durant la tournée du groupe en Europe en avril et mai 1972. Il a constitué, jusqu'en 1996, les premiers enregistrements légaux du groupe avec Keith Godchaux.

## Titres

### Face 1
1. Cumberland Blues (García, Lesh, Hunter) – 5:47
2. He's Gone (García, Hunter) – 7:12
3. One More Saturday Night (Weir) – 4:45

### Face 2
1. Jack Straw (Weir, Hunter) – 4:46
2. You Win Again (Williams) – 3:54
3. China Cat Sunflower (García, Hunter) – 5:33
4. I Know You Rider (trad., arr. The Grateful Dead) – 4:55

### Face 3
1. Brown-Eyed Woman (García, Hunter) – 4:55
2. Hurts Me Too (James) – 7:18
3. Ramble On Rose (García, Hunter) – 6:09

### Face 4
1. Sugar Magnolia (Weir, Hunter) – 7:04
2. Mr. Charlie (McKernan, Hunter) – 3:40
3. Tennessee Jed (García, Hunter) – 7:13

### Face 5
1. Truckin' (García, Lesh, Weir, Hunter) – 13:08
2. Epilogue (The Grateful Dead) – 4:33

### Face 6
1. Prelude (The Grateful Dead) – 8:08
2. (Walk Me Out in the) Morning Dew (Dobson, Rose) – 10:35

## Réédition de 2006

### CD 1
1. Cumberland Blues (García, Lesh, Hunter) – 5:41
2. He's Gone (García, Hunter) – 6:57
3. One More Saturday Night (Weir) – 4:47
4. Jack Straw (Weir, Hunter) – 4:48
5. You Win Again (Williams) – 4:00
6. China Cat Sunflower (García, Hunter) – 5:33
7. I Know You Rider (trad., arr. The Grateful Dead) – 5:03
8. Brown-Eyed Woman (García, Hunter) – 4:37
9. Hurts Me Too (James) – 7:18
10. Ramble On Rose (García, Hunter) – 6:01
11. Sugar Magnolia (Weir, Hunter) – 7:10
12. Mr. Charlie (McKernan, Hunter) – 3:37
13. Tennessee Jed (García, Hunter) – 7:10
14. The Stranger (Two Souls In COmmunion)  (McKernan) - 6:50 (bonus)

### CD 2
1. Truckin' (García, Lesh, Weir, Hunter) – 13:06
2. Epilogue (The Grateful Dead) – 5:06
3. Prelude (The Grateful Dead) – 7:38
4. (Walk Me Out in the) Morning Dew (Dobson, Rose) – 11:41
5. Looks Like Rain (Weir, Barlow) - 7:37 (bonus)
6. Good Lovin'  (Resnick-Clark) - 18:30 (bonus)
7. Caution( Do Not Stop On Track) (The Grateful Dead) - 4:39 (bonus)
8. Who Do You Love (McDaniel) -0:23 (bonus)
9. Caution( Do Not Stop On Track) (The Grateful Dead) - 1:44 (bonus)
10. Good Lovin'  (Resnick-Clark) - 3:04 (bonus)